# Agence nationale de gestion des élections
L'Agence nationale de gestion des élections (Ange) est l'institution chargée d'organiser les élections en République du Tchad. Elle est créée en janvier 2024,.

## Membres
- Président : Ahmed Bartchiret